# Classe Número 2
A Classe Número 2 foi um conjunto de três torpedeiros, que serviram a Marinha Portuguesa entre 1886 e 1920.
Os torpededeiros da classe foram construídos nos mesmos estaleiros da Yarrow e segundo um projeto semelhante ao do Espadarte, que já se encontrava ao serviço da Marinha Portuguesa, desde 1882.
Os navios formaram, juntamente com o Espadarte - então redesignado Nº 1 - uma flotilha de torpedeiros que tinha como, principal missão, a defesa marítima do Porto de Lisboa.
Os navios serviram durante a Primeira Guerra Mundial, sendo substituídos, depois desta, pelos torpedeiros da Classe Ave.

## Unidades
| Número de amura | Nome | Serviço     | Observações |
| --------------- | ---- | ----------- | ----------- |
| 2               | Nº 2 | 1886 - 1920 |             |
| 3               | Nº 3 | 1886 - 1920 |             |
| 4               | Nº 4 | 1886 - 1919 |             |